# Palaeocoprina masneri
Palaeocoprina masneri är en tvåvingeart som beskrevs av Marshall 1998. Palaeocoprina masneri ingår i släktet Palaeocoprina och familjen hoppflugor. Inga underarter finns listade i Catalogue of Life.